# Bożena Denisow
Bożena Halina Denisow – polska botanik, profesor nauk rolniczych, kierownik Katedry Botaniki i Fizjologii Roślin na Uniwersytecie Przyrodniczy w Lublinie oraz prodziekan tamtejszego Wydziału Biologii Środowiskowej.

## Życiorys
W 1987 ukończyła studia z zakresu ogrodnictwa na Akademii Rolniczej w Lublinie. W 2001 r. obroniła rozprawę doktorską pt. Wpływ stopnia zapylenia kwiatów na jakość owocowania ośmiu odmian porzeczki czarnej (Ribes nigrum L.), której promotorem była prof. Kazimiera Szklanowska. W 2011 r. habilitowała się na podstawie pracy zatytułowanej Wydajność pyłkowa wybranych gatunków ruderalnych na terenie Lublina, a w 2019 r. uzyskała tytuł profesora nauk rolniczych. 
Jest kierownikiem Katedry Botaniki i Fizjologii Roślin, a także prodziekanem Wydziału Biologii Środowiskowej Uniwersytetu Przyrodniczego w Lublinie.